# Formazione degli Accept
La seguente pagina mostra le varie formazioni del gruppo musicale Accept che si sono succedute nel corso degli anni, a partire dal 1973, anno in cui hanno iniziato ad esibirsi con questo nome. L'attuale formazione della band comprende Wolff Hoffmann, il cantante Mark Tornillo (dal 2009), il chitarrista ritmico Uwe Lulis, il batterista Christopher Williams (entrambi  membri dal 2015), il bassista Martin Motnik.

## Storia
Il primo cambiamento radicale della band lo si ebbe nel 1987, con l'uscita del cantante Udo Dirkschneider, il quale venne licenziato dal manager del gruppo, e formò così gli U.D.O..
Egli venne sostituito da David Reece, con il quale la band ha pubblicato l'album Eat the Heat, nel 1989.
Un mese dopo l'uscita dell'album, Jim Stacey si unì alla chitarra ritmica per il tour promozionale dell'album, che vide anche Ken Mary prendere il posto di Stefan Kaufmann.
Nel 1990 si ebbe anche l'ingresso di Stefan Schwarzmann, il quale rimase nel gruppo fino al 1994, sostituito da Michael Cartellone, e nel 1992 tornò Udo Dirkschneider alla voce. Nel 1997 la band si sciolse, per poi riunirsi nel 2009, quando fu presentata una nuova formazione con il cantante Mark Tornillo al posto di Dirkschneider.
La formazione del gruppo è rimasta stabile fino al 2014, quando Herman Frank e Stefan Schwarzmann sono stati licenziati. Il loro posto è stato preso nell'aprile 2015 rispettivamente da Uwe Lulis e Christopher Williams.
Nell'aprile del 2019, la band ufficializzò Martin Motnik come nuovo bassista, in sostituzione di Peter Baltes.

## Formazione

### Attuale
- Mark Tornillo - voce (2009 - presente)
- Wolf Hoffmann - chitarra (1975-1989, 1992-1997, 2005, 2009 - presente)
- Uwe Lulis - chitarra (2015 - presente)
- Martin Motnik - basso (2019 - presente)
- Christopher Williams - batteria (2015 - presente)

### Ex componenti
- Udo Dirkschneider - voce (1968-1987, 1992-1997, 2005)
- Jörg Fischer - chitarra (1975-1982, 1984-1989)
- Peter Baltes - basso (1975-1989, 1992-1997, 2005, 2009-2018)
- Stefan Kaufmann - batteria (1980-1989)
- David Reece - voce (1988-1989)
- Herman Frank - chitarra (1982-1984, 2005, 2009-2014)
- Ken Mary - batteria (1989)
- Stefan Schwarzmann - batteria (1994-1995, 2005, 2009-2014)